# Глауберзон Соломон Аронович
Глауберзон Соломон Аронович (17.09.1895 – 21.01.1957) – дерматовенеролог, доктор медичних наук, професор (1935).

## Життєпис
Народився 17 вересня 1895 р. у м. Ніжин Чернігівської губернії в родині лікарів. Після закінчення у 1920 р. медичного факультету Київського університету працював у психоневрологічному та шкірно-венерологічному інститутах м. Києва, а також у Київському медичному інституті на посаді приват-доцента. У березні 1935 р. С. А. Глауберзон був затверджений на посаді завідувача кафедри шкірних та венеричних хвороб Вінницького державного медичного інституту і одночасно отримав вчене звання професора. С. А. Глауберзон – учасник першої Всесоюзної конференції з питань склероми (1936 р.), та першого Всеукраїнського з’їзду дерматовенерологів (1938 р.). Наприкінці 1937 р. С. А. Глауберзон виїхав до Києва, де працював на посаді завідувача шкірної клініки Українського інституту туберкульозу, а також відділу дерматології Київського шкірно-венерологічного інституту. У 1944–1956 рр. займав посаду завідувача шкірного відділення Українського шкірно-венерологічного інституту. Професор С. А. Глауберзон здійснював велику наукову та громадську роботу на посаді члена Президії Українського дерматологічного товариства, члена правління Українського фтизіатричного товариства, члена венерологічної туберкульозної секції вченої медичної ради Міністерства охорони здоров’я УРСР, голови Київського дерматологічного товариства та ін. Пішов із життя С. А. Глауберзон 21 січня 1957 року. Похований на Лук’янівському кладовищі в Києві. 

## Наукова та лікарська діяльність
Працюючи в Київській центральній поліклініці Червоного хреста, С. А. Глауберзон у 1927 р. вперше в СРСР описав гіпертрофічну гемангіектазію. Цього ж року вчений зробив детальний опис ураження кісток при хронічній виразковій піодермії і вперше ввів у науковий обіг термін Оsteopathia pyogenica, який дістав визнання як в СРСР, так і за кордоном. Пацієнтів з ураженням кісток при хронічній піодермії вчений демонстрував в квітні 1933 року на засіданні дерматовенерологічної секції Київського єдиного науково-медичного товариства. У 1934 р. Глауберзон описав ще два випадки цього захворювання, які полягали в ураженні малогомілкової та великогомілкової кісток по типу остеоперіоститу, однак найбільш ураженим, на його думку, було окістя. Учений висловлював думку про можливий вплив умов військового часу на виникнення цього захворювання. Працюючи у Київському психоневрологічному інституті С. А. Глауберзон широко використовував парафінотерапію при лікуванні шкірних та венеричних захворювань, псоріазу, патологій опорно-рухового апарату. Згодом побачила світ його стаття «Применение парафина при некоторых так называемых нейротрофических и аллергических заболеваниях кожи». 
У березні 1935 р. С. А. Глауберзон був затверджений на посаді завідувача кафедри шкірних та венеричних хвороб Вінницького державного медичного інституту і одночасно отримав вчене звання професора. Стаціонар, на базі якого була створена клінічна кафедра, не був пристосований для занять зі студентами. Довелося швидкими темпами його перебудовувати. Було створено спеціальну лабораторію з клінічним, бактеріологічним та гістологічним відділами. Вона була забезпечена необхідним інвентарем, реактивами, цінним приладдям. Також створена колекція грибкових культур та гістологічних препаратів. До навчального процесу залучено найдосвідченіших працівників шкірно-венерологічного диспансеру. На базі кафедри було організовано бібліотеку. Науковцями кафедри під керівництвом С. А. Глауберзона досліджувалися професійні захворювання співробітників одного з тваринницьких підприємств Вінниччини. Завдяки зусиллям С. А. Глауберзона на кафедрі шкірних та венеричних хвороб був створений муляжний музей.
Важливим напрямом роботи кафедри було вивчення імунологічних та серологічних реакцій у хворих з шкірними та венеричними захворюваннями. У 1935-1936 рр. на базі Вінницького шкірно-венерологічного диспансеру С. А. Глауберзон спільно з асистентами кафедри проводив дослідження серологічних реакції у хворих з мікозами. Серологічні та бактеріологічні дослідження було проведено у 29 пацієнтів. С. А. Глауберзон отримав позитивні серологічні реакції у хворих з мікозами, коли при відповідній клінічній картині мікроскопічно не вдавалося виявити збудників патології. Під час дослідження вдалося отримати позитивні реакції зв'язування комплементу у хворих з глибокою та поверхневою трихофітією, а також складних для діагностики випадках мікозів, які не піддавалися звичайній терапії. Вчений приходить до висновку, що перенесена грибкова інфекція викликає зміни в організмі, унаслідок яких в одних випадках формується частковий або навіть загальний імунітет, в інших – лише алергізація організму. Проведене дослідження сприяло покращенню діагностики грибкових захворювань. У 1936-1937 рр. з метою вивчення імунологічних реакцій при мікозах на базі кафедри С. А. Глауберзон спільно з асистентами проводив імунізацію піддослідних кролів живими культурами паразитарних грибів. Завданням дослідження було вивчити силу й тривалість реакцій у піддослідних тварин, а також отримати специфічні ділянки ураження на шкірі. Реакція фіксації комплементу й аглютинації під час експерименту давали чітко позитивний результат майже в 100% випадках. Використання імунологічних реакцій розширювало можливості діагностики грибкових захворювань. На основі цих досліджень було встановлено, що мікози не є виключно місцевими захворюваннями, а залучають у процес весь організм з розвитком гуморального імунітету.
С. А. Глауберзон надавав великого значення вивченню алергічних реакції при склеромі. Із цією метою в лабораторії кафедри шкірних та венеричних хвороб Вінницького медичного інституту він виготовив антиген із склеромної тканини, який було введено особам зі склеромним процесом та без нього. Поява шкірних реакцій у хворих зі склеромою підтвердила можливість використання цього методу з діагностичною метою. Підсумки цього дослідження С. А. Глауберзон оприлюднив у 1936 р. на першій Всесоюзної конференції з питань склероми. Вивчення цієї проблеми продовжувалось на кафедрі в наступні роки. У 1940 р. С. А. Глауберзон спільно з П. А. Бернасовським опублікував статтю "Материалы к экспериментальному изучению реакций иммунитета при склероме". Автори експериментально встановили, що імунізація кролів живими культурами палички Фріша сприяла утворенню антитіл до цього мікроорганізму в усіх піддослідних тварин. Сироваткою кролів, імунізованих живими культурами бацил Фріша, було отримано всі реакції імунітету (реакції комплементарного зв'язування, аглютинації та преципітації) з антигеном, виготовленим з цих мікроорганізмів. Дослідники спостерігали алергічну реакцію на шкірі вакцинованих тварин під впливом внутрішньошкірної ін'єкції відповідного антигену. Після припинення імунізації кількість антитіл у тварин поступово зменшувалась і на третьому місяці вже не визначалася .
У 1936 р. С. А. Глауберзон досліджував вплив біологічних рідин організму (кров, сеча, сироватка крові та ін.) пацієнтів з шкірними та венеричними захворюваннями на життєдіяльність піддослідних рослин (білий люпин). Результати цих досліджень С. А. Глауберзон разом з асистентом Д. П. Невським виклав у статті «Про фітотоксини», яка була опублікована в журналі «Радянська медицина» (1938). Дослідження показали, що токсичність біологічних рідин змінюється в залежності від стадії захворювання, стану хворого та якості одержаного лікування. Найбільша токсичність біологічних рідин виявлена у хворих на сифіліс у другому періоді хвороби, при третинному та вродженому сифілісі, у хворих на пелагру, вульгарний пемфігус і дерматит Дюринга (при поганому загальному стані), а також пацієнтів зі склеромою та глибокою трихофітією. Учений розробив фітотоксичні індекси різних дерматологічних захворювань в залежності від їх форми та стадії. У 1940 р. С. А. Глауберзон у співавторстві з асистентами Ш. Ю. Трахтенбергом та Є. О. Бліндман опублікував статтю «О норвежской часотке». Автори дійшли висновку, що лікування норвезької корости не відрізняється від звичайної. Відмінність полягає лише в тому, що при норвезькій корості обов’язково необхідно видаляти рогові нашарування, а також призначати хворому загальнозміцнюючу терапію. На базі дерматологічної клініки інституту С. А. Глауберзон спільно з Ш. Ю. Трахтенбергом упродовж 1935–1936 рр. проводив дослідження клінічних проявів та форм туберкульозу шкіри. Для цього, крім власних клінічних спостережень, були використані архіви Вінницького, Бердичівського та Кам’янець-Подільського шкірно-венерологічних диспансерів. Науковці дійшли висновку, що найпоширенішою формою туберкульозу шкіри є звичайна вовчанка; значно рідше зустрічається скрофулодерма та бородавчатий туберкульоз шкіри . 
У 1937 р. С. А. Глауберзон описав зв’язок оперізуючого герпесу з вітряною віспою, але заперечував тотожність цих захворювань. Він наголошував на біологічній спорідненості збудників названих хвороб. С. А. Глауберзон на підставі експериментальних даних та клінічних спостережень установив, що вхідними воротами для вірусу оперізуючого герпесу є шкіра. Вчений був учасником першої Всесоюзної конференції з питань склероми (1936 р.), на якій виступив з доповіддю «Про алергічні реакції при склеромі». Працюючи у дерматологічній клініці Вінницького державного медичного інституту, С. А. Глауберзон спостерігав 14 випадків еризипелоїду. Він відзначав зв’язок цього захворювання зі свинячою бешихою, оскільки клінічні прояви еризипелоїду з’являлися переважно після контакту людей зі свійськими тваринами. Він підкреслював важливість диференціації свинячої бешихи від звичайної бешихи та флегмони, розробив методи діагностики та лікування цього захворювання. С. А. Глауберзон – учасник першого Всеукраїнського з’їзду дерматовенерологів (1938 р.), на якому виступив з доповіддю «О лечении псориаза метиленовой синькою». Вчений рекомендував застосовувати внутрішньовенне введення 1% водного розчину водного метиленової синьки в стаціонарних умовах у хворих на псоріаз із свіжими дифузними висипаннями, при ретельному спостереженні за загальним станом хворого. С. А. Глауберзон вперше описав ураження кісток при хронічній піодермії, вперше в СРСР опублікував наукові праці, присвячені веруциформній епідермодисплазії, сирингомі, пілосебоцистоматозу, гіпертрофічній ґемангіектазії та ін. Велику наукову цінність мали його рецензії на збірники і монографії вітчизняних та зарубіжних вчених. Упродовж життя вчений опублікував понад 80 наукових праць.

## Праці
1. Глауберзон С. А. Парафинотерапия в дерматологии / С. А. Глауберзон, А. Р. Киричинский, Е. Н. Кичина // Вестник советской венерологии и дерматологии. – 1934. – № 5. – С. 415–421.
2. Глауберзон С. А. Сирингома [Характеристика и генезис болезни] / С. А. Глауберзон // Советский вестник венерологии и дерматологии. – 1936. – № 6. – С. 557–562.
3. Глауберзон С. А. Помилки сифілідології / С. А. Глауберзон // Радянська медицина. – 1937. – № 3. – С. 65–72.
4. Глауберзон С. А. Об аллергических реакциях при склероме / С. А. Глауберзон // Журнал ушных, носовых и горловых болезней. – 1937. – № 1. – С. 69–72.
5. Глауберзон С. А. Про фітотоксини / С. А. Глауберзон, Д. П. Невський // Радянська медицина. – 1938. – № 2. – С. 72–80.
6. Глауберзон С. А. Про зв’язок зони з варицелою / С. А. Глауберзон, Ш. Е. Трахтенберг // Праці Вінницького державного медичного інституту. – 1938. – Т. 1. – С. 72–76.
7. Глауберзон С. А. О серологических реакциях у дерматомикотиков / С. А. Глауберзон, Е. О. Блиндман // Вестник венерологии и дерматологии. – 1938. – № 1. – С. 50–54.
8. Глауберзон С. А. Некоторые данные о туберкулезе кожи / С. А. Глауберзон, Ш. Е. Трахтенберг // Проблемы туберкулеза. – 1939. – № 12. – С. 85–88.
9. Глауберзон С. А. Некоторые данные экспериментальной микологии / С. А. Глауберзон, Е. О. Блиндман // Вестник венерологии и дерматологии. – 1939. – № 4. – С. 40–42.
10. 1Глауберзон С. А. О норвежской часотке / С. А. Глауберзон, Ш. Е. Трахтенберг, Е. О. Блиндман // Вестник венерологии и дерматологии. –  1940. – № 1. – С. 58–62.
11. Глауберзон С. А. Материалы к учению об эризипелоиде / С. А. Глауберзон, Ш. Е. Трахтенберг, П. Г. Каминский // Казанский медицинский журнал. – 1940. – № 1. – С. 58–64.
12. Глауберзон С. А. Материалы к экспериментальному изучению реакций иммунитета при склероме / С. А. Глауберзон, П. А. Бернасовский // Журнал ушных, носовых и горловых болезней. – 1940. – № 1. – С. 5–6.
13. Глауберзон С. А. Пилосебоцистоматоз / С. А. Глауберзон // Вестник венерологии и дерматологии. 1940. – № 11. – С. 59–61.
14. Глауберзон С. А. Множественная плоская дерматофиброма / С. А. Глауберзон, А. Я. Лебедев // Вестник венерологии и дерматологии – 1951. – № 1.  – С. 53–54.